# Mallegurke, Bagepalli
Mallegurke là một làng thuộc tehsil Bagepalli, huyện Chikkaballapur, bang Karnataka, Ấn Độ.